# Janick Gers

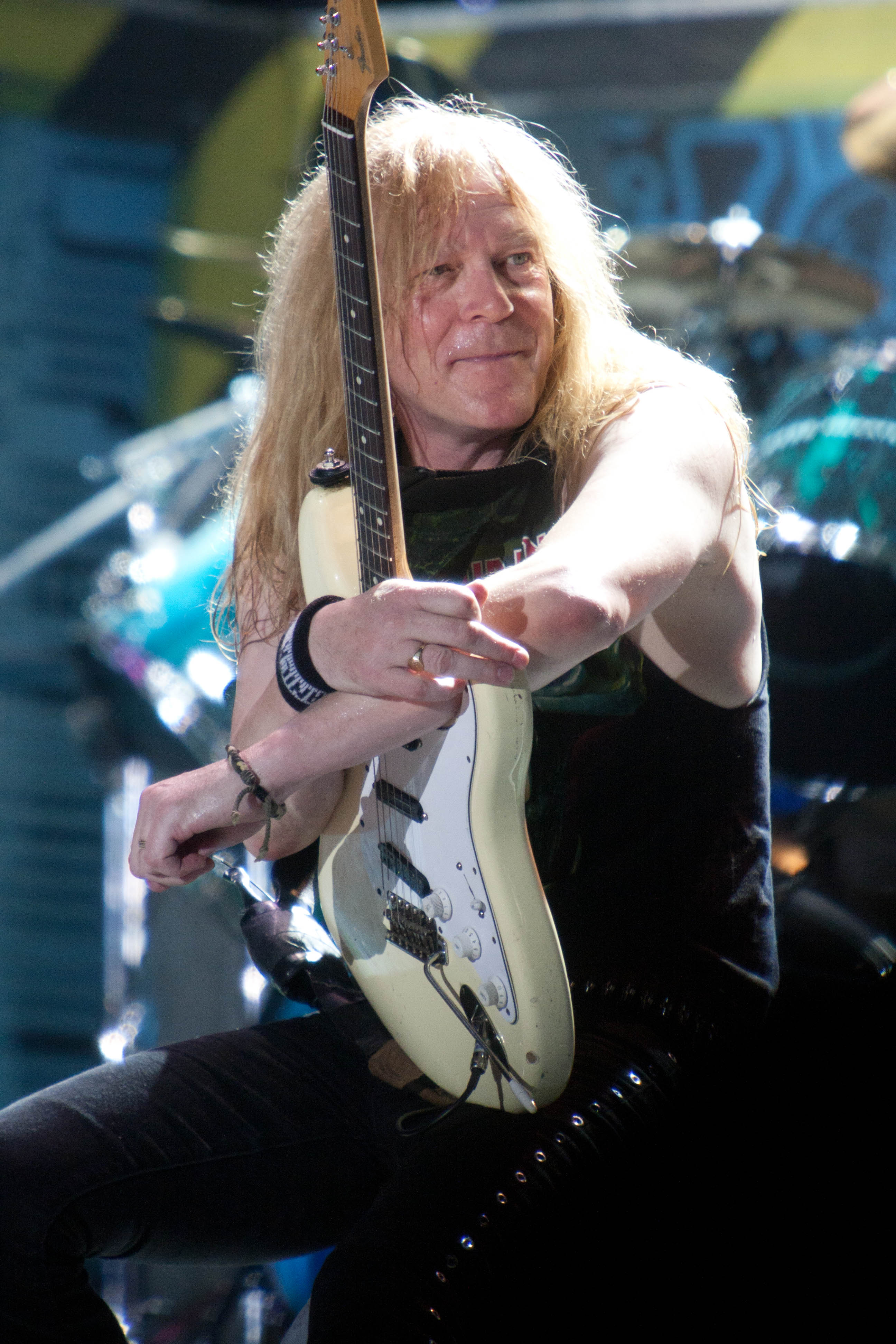
Janick Gers, 2010

Janick Robert Gers (* 27. Januar 1957 in Hartlepool, England) ist ein britischer Gitarrist. Er ist vor allem durch sein seit 1990 bestehendes Engagement bei der Heavy-Metal-Band Iron Maiden bekannt.

## Leben
Janick Gers bildet heute zusammen mit Adrian Smith und Dave Murray das Gitarren-Trio der britischen Heavy-Metal-Band Iron Maiden. Zuvor hatte er etliche Engagements, wie z. B. bei White Spirit oder bei Gillan, der Band des Deep-Purple-Frontmannes Ian Gillan.
1985 war er mit den ehemaligen Mitgliedern von Iron Maiden, Paul Di’Anno und Clive Burr, in dem kurzlebigen Projekt Gogmagog aktiv. Dieses wurde von Jonathan King, der auch der Band Genesis ihren Namen gab und ihr Debütalbum From Genesis to Revelation produzierte, ins Leben gerufen. Ursprünglich als Rockoper konzipiert, kam das Projekt aber nicht über den Status einer 3-Song-EP heraus und wurde wieder aufgelöst.
Das Jahr 1989 stellte die erste große Schaffenspause in der Geschichte von Iron Maiden dar. In dieser Zeit widmete sich deren Sänger Bruce Dickinson seinen ersten Solo-Aktivitäten, ausgelöst durch das Angebot, für den Horrorfilm Nightmare on Elm Street 5 – Das Trauma einen Soundtrack – Bring Your Daughter… to the Slaughter – beisteuern zu dürfen. Janick Gers stieß mit der Aufnahme des Liedes als fester Gitarrist zu dem Soloprojekt hinzu und komponierte gemeinsam mit Bruce Dickinson auch fast alle Lieder, die auf dessen erstem Soloalbum Tattooed Millionaire Verwendung fanden. Bring Your Daughter… to the Slaughter selber nahm er kurz darauf mit Iron Maiden für ihr Album No Prayer for the Dying erneut auf, nachdem er Anfang 1990 zur Band gestoßen war, um Adrian Smith nach dessen Ausstieg zu ersetzen.
Nach anfänglichen Schwierigkeiten konnte er sich in die Band integrieren. Er beeindruckte Fans mit musikalischen Einlagen und schrieb Songs wie Be Quick Or Be Dead (auf dem Album Fear of the Dark), Virus (auf Best of the Beast, bis heute auch der einzige Song der Band, der gemeinsam von zwei Gitarristen verfasst wurde), The Mercenary und Ghost Of The Navigator (beide auf dem Album Brave New World), den Titeltrack des Albums Dance of Death, sowie das Stück The Legacy auf dem Album A Matter of Life and Death.